# パーンチカ

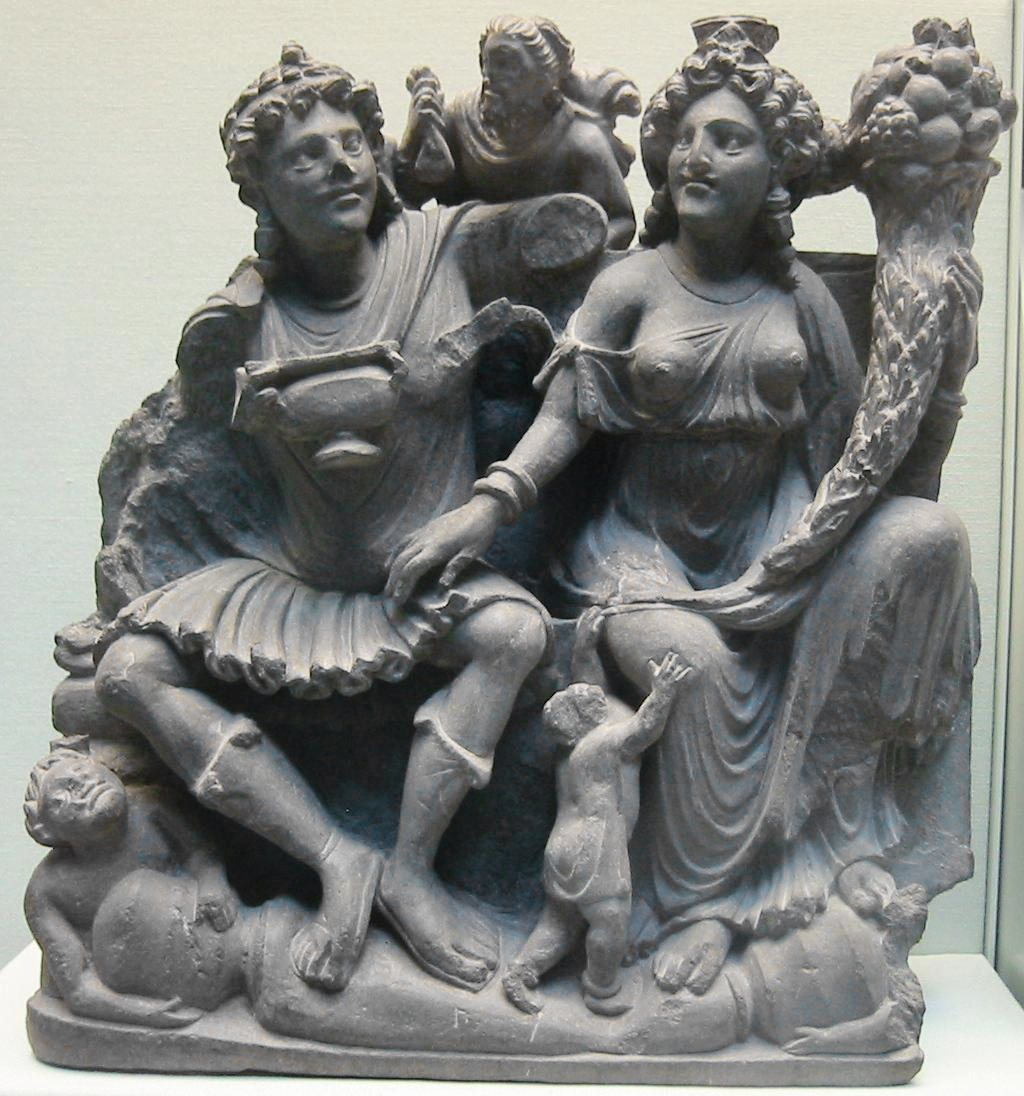
左がパーンチカ、右がハーリーティー

パーンチカ （サンスクリット：पाञ्चिक (Pāñcika)、漢訳：半只迦〈はんしか〉、半支迦、般支迦、般指迦）とは、毘沙門天（クベーラ）の部下にして八大夜叉大将の一人である。妻は鬼子母神（ハーリーティー）。パンチカとも言う。またサンジュニェーヤ（Saṃjñeya、僧慎爾耶〈そうしんにや〉、散脂迦〈さんしか〉、散脂〈さんし〉、散支）とも呼ばれる。ただし、二十八大薬叉においては散脂大将（サンジュニェーヤ）と般止柯（パーンチカ）が別々に挙げらており、同一尊格とされない場合もある。仏教では二十八部衆の一尊でもある。
ハーリーティー・パーンチカ夫婦は数百人の子ども（一説によると500人）を抱えるという。仏教では毘沙門天が仏教に帰依したのと同様に自分も仏教に帰依した。マハーワンサでは28のヤクシャの大将とされる。パーンチカとしては槍を持った武神、またはヤクシャらしく財宝の神ともされる。パーンチカ・ハーリーティー坐像はガンダーラ美術の代表の1つでギリシア美術の流入も確認できる。なおこの像は豊穣の象徴であるコルヌコピアをハーリーティーが持っている。一方、鬼子母神像の場合は吉祥果を持つのが一般的である。